# Ministro do Exterior

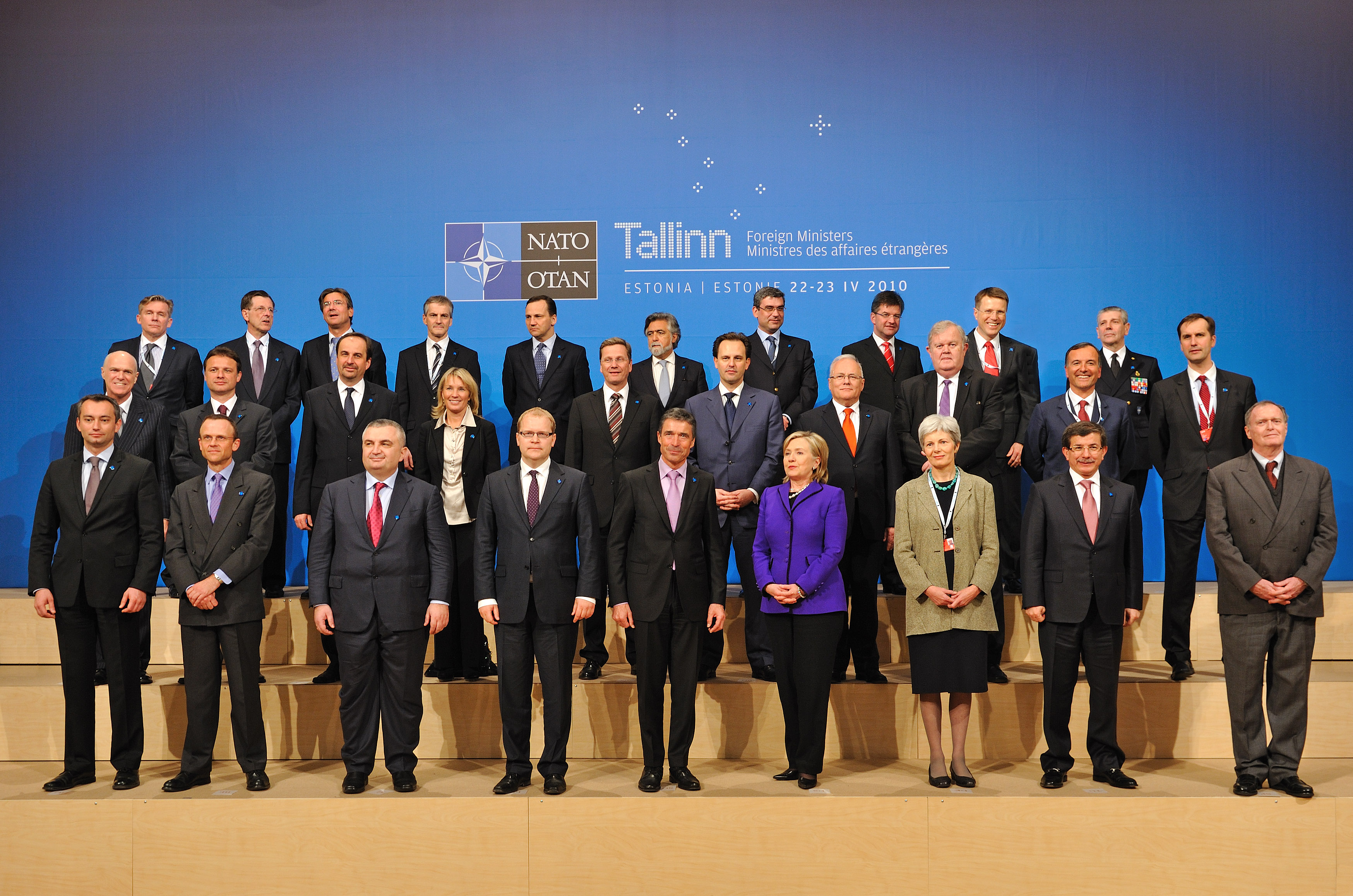
Ministros do Exterior da OTAN, reunidos em Talim.

Ministro do Exterior é o membro do governo de um estado soberano responsável pela condução da sua política externa segundo as diretrizes estabelecidas pelo chefe de Estado ou de governo, bem como pela coordenação dos serviços diplomáticos e consulares. Em muitos governos, o ministro do Exterior ocupa a posição governamental mais elevada, logo a seguir à do próprio chefe de governo.
Normalmente, cada ministro do Exterior dirige um ministério do Exterior, departamento do Exterior ou outro departamento ministerial equivalente, responsável pela administração dos serviços diplomáticos do país.

## Designações

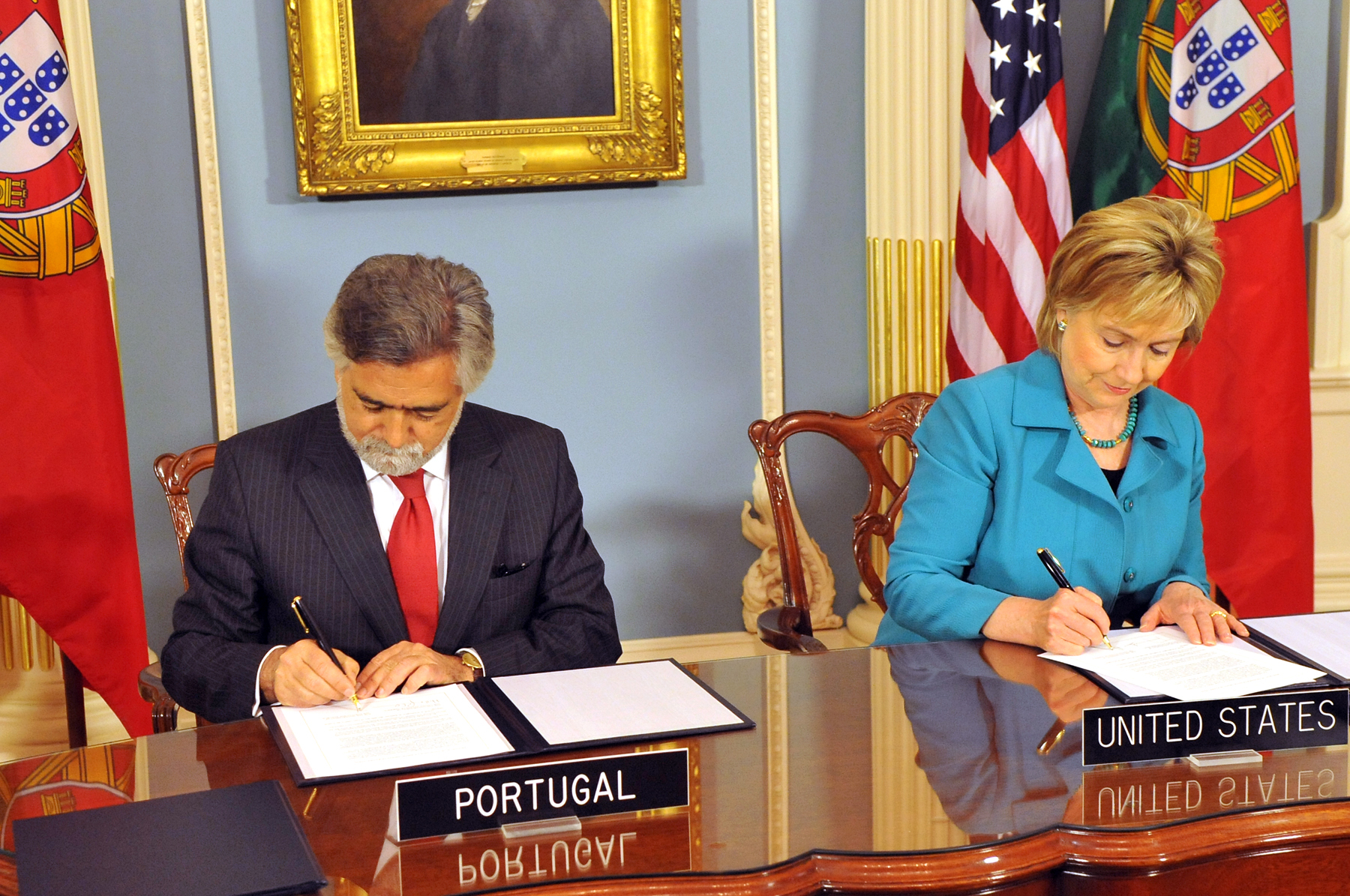
Ministro dos Negócios Estrangeiros de Portugal e secretária de Estado dos EUA, em Washington, DC.

A designação oficial do cargo de ministro do Exterior varia de país para país. As mais comuns são as de "ministro dos Negócios Estrangeiros", de "ministro das Relações Exteriores" ou de "ministro dos Assuntos Externos".
Nos EUA, a função correspondente à de ministro do Exterior é desempenhada pelo "secretário de Estado", cuja designação do cargo se deve ao facto de ser o principal membro do gabinete e de ter também responsabilidades de âmbito interno, como é o caso da custódia do Grande Selo dos Estados Unidos. O ministro do Exterior do Vaticano é um arcebispo com o título de "secretário para as Relações com os Estados", dependente do secretário de Estado da Santa Sé. Os responsáveis pela política externa dos governos do Reino Unido e do México designam-se, respetivamente, "Secretário de Estado para os Negócios Estrangeiros" e "Secretário das Relações Exteriores", refletindo o facto dos membros daqueles governos serem designados "secretários de Estado".
Tradicionalmente, na maioria dos países da América Latina, os ministros do Exterior são referidos coloquialmente como "chanceleres".

## Poderes e funções

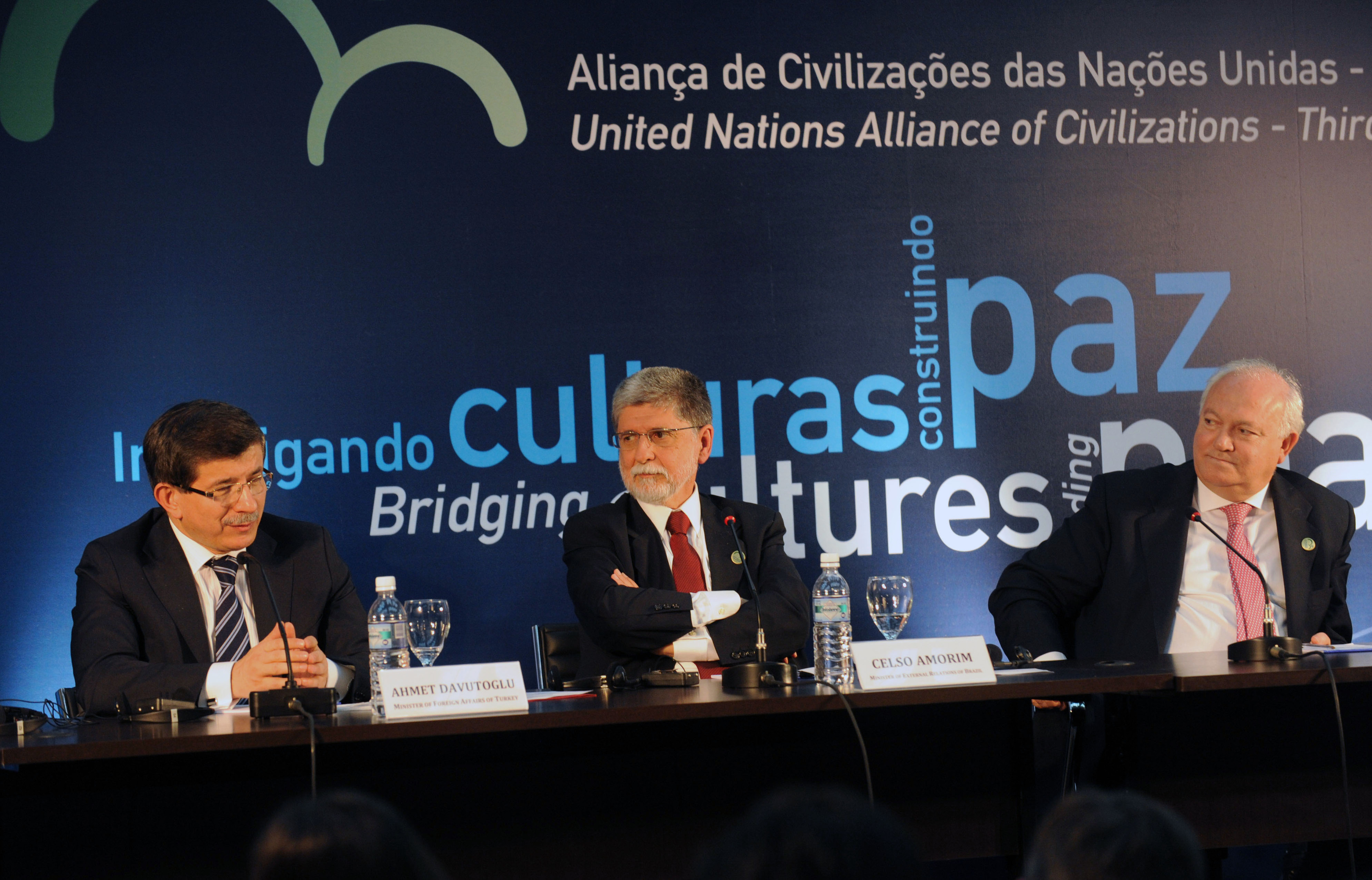
Ministros dos Negócios Estrangeiros da Turquia, das Relações Exteriores do Brasil e dos Assuntos Exteriores e da Cooperação da Espanha, no Rio de Janeiro.

Os poderes de um ministro do Exterior podem variar conforme o governo a que pertence. Num sistema parlamentar clássico, o ministro do Exterior poderá, em teoria, ter poderes para influenciar significativamente a política externa nacional. A excepção poderá ser a de um governo dominado por um forte primeiro-ministro que poderá assumir a condução da política externa, relegando o ministro do Exterior para uma função subsidiária de mero auxiliar. No século XIX e no início do século XX era, inclusive, comum a pasta do Exterior ser assumida pelo próprio chefe de governo, prática que hoje em dia é menos frequente. O mesmo acontece, normalmente, nos sistemas presidencialistas, onde a política externa é dirigida pelo chefe de Estado.
Para além das suas funções meramente políticas, tradicionalmente, os ministros do Exterior são também responsáveis pelo desempenho de funções diplomáticas como é o caso da recepção de dignitários estrangeiros e do acompanhamento de visitas de Estado a outros países, fazendo normalmente dele o ministro mais viajado de qualquer governo.
Nalguns países, os ministros do Exterior podem ter responsabilidades que - na maioria dos casos - estão atribuídas a outros ministros, como é o caso do comércio externo. Por outro lado, em alguns governos, os ministros do Exterior não são responsáveis pela totalidade da política externa, existindo ministros específicos para lidar certos aspetos daquela como é o caso da cooperação externa ou das relações privativas com determinadas organizações internacionais (como é o caso das relações com a União Europeia nos países que a ela pertencem ou que a ela pretendem aderir).
Os ministros do Exterior da maioria dos países integram - juntamente com os respetivos chefes de governo e ministros da Defesa - um conselho de ministros restrito, responsável pela coordenação da política externa e da defesa nacional. Neste conselho (frequentemente denominado "conselho de segurança ou de defesa nacional") pode também participar o chefe de Estado, outros ministros e outras autoridades do Estado.

## Ministros do Exterior de entidades subnacionais e supranacionais
Apesar de ser raro, existem casos de governos de entidades subnacionais que incluem ministros do Exterior. Estas entidades são, normalmente, regiões autónomas ou estados de uma federação cujos estatutos lhe dão autonomia para poderem realizar a sua própria política externa num âmbito limitado.
Por outro lado, a função de ministro do Exterior é comum no âmbito de organizações supranacionais. Um exemplo é a União Europeia que tem o seu próprio equivalente a ministro do Exterior que é o Alto Representante da União para os Negócios Estrangeiros e a Política de Segurança.